# Palais Labia
Le palais Labia est un palais de Venise, dans le sestiere de Cannaregio (N.A. 275), au coin du Grand Canal et du canal de Cannaregio près de l'église San Geremia.

## Historique
Les Labia, famille d'origine catalane, furent fournisseurs des armées et amassèrent une fortune immense.
Ils furent admis en 1646 au patriarcat vénitien pour leur soutien dans la guerre de Candie.
En 1685, ils firent ériger ce palais sur un concept de l'architecte Andrea Cominelli. 
Il fut agrandi de 1720 à 1750 par Alessandro Tremignon. Plusieurs salles furent alors décorées par Tiepolo.
Charles de Beistegui y donne un grand bal le 3 septembre 1951, le « Bal du siècle ». 1500 personnes, toutes costumées, sont invitées, dont l'écrivain Jean Cocteau, le réalisateur Orson Welles, Salvador et Gala Dali, le marquis de Cuevas ou encore l'artiste Leonor Fini. La soirée est immortalisée par Robert Doisneau, Cecil Beaton et Alexandre Serebriakoff.
Le palais est aujourd'hui siège de la RAI.

## Description
La salle de bal est décorée de fresques représentant La Rencontre d’Antoine et de Cléopâtre et Le Banquet de Cléopâtre, œuvres de Giambattista Tiepolo, assisté par Francesco Zugno (vers 1747-1750).

Fresques de Tiepolo
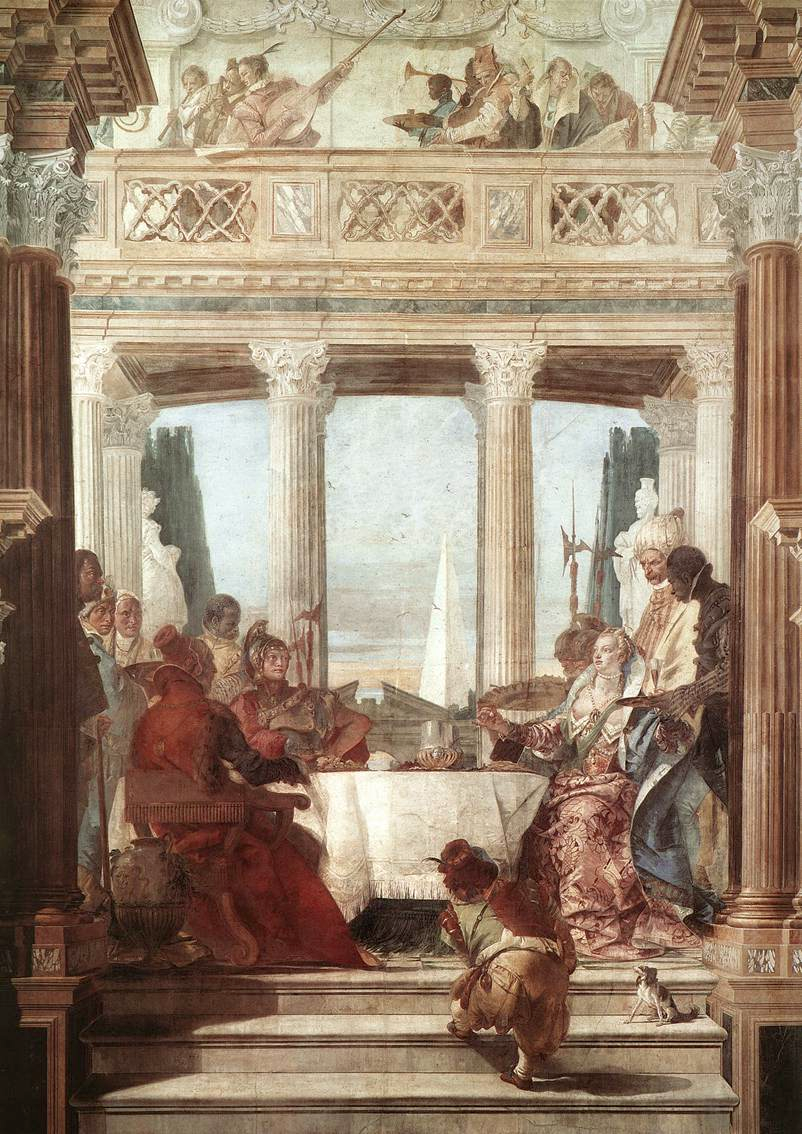
Le Banquet de Cléopâtre
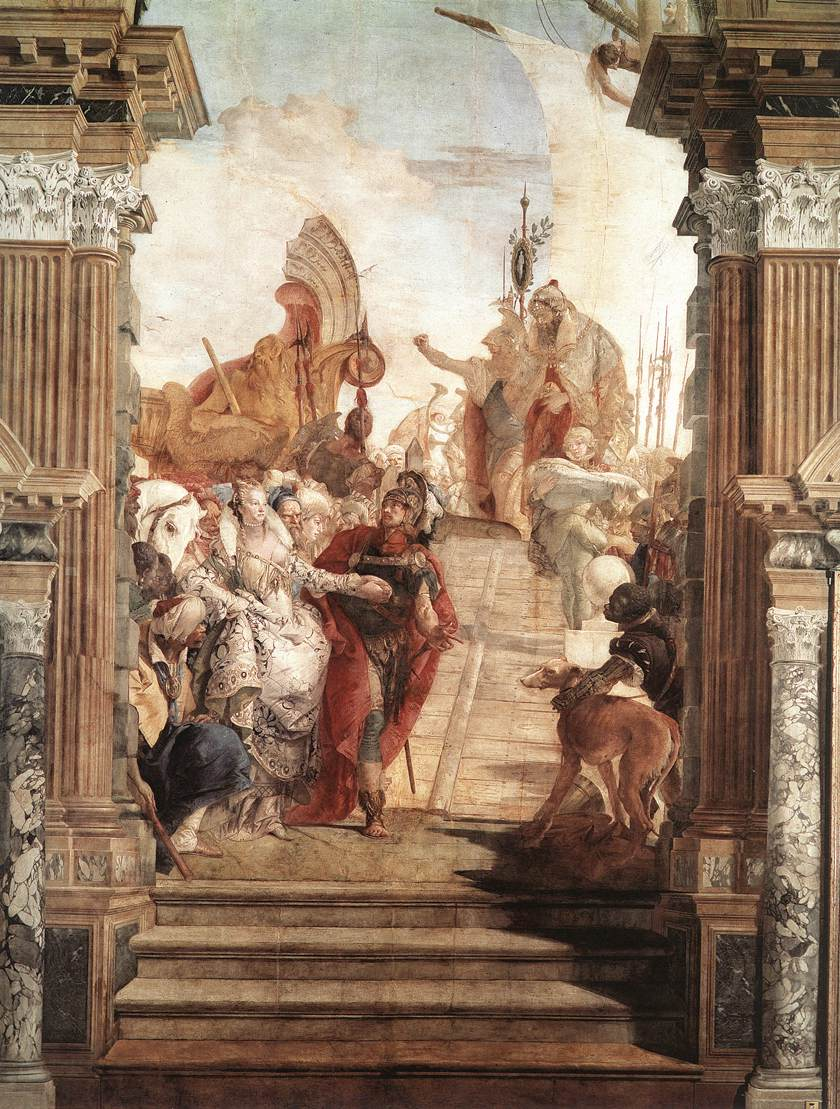
La Rencontre d’Antoine et de Cléopâtre

## Le palais dans l'Art

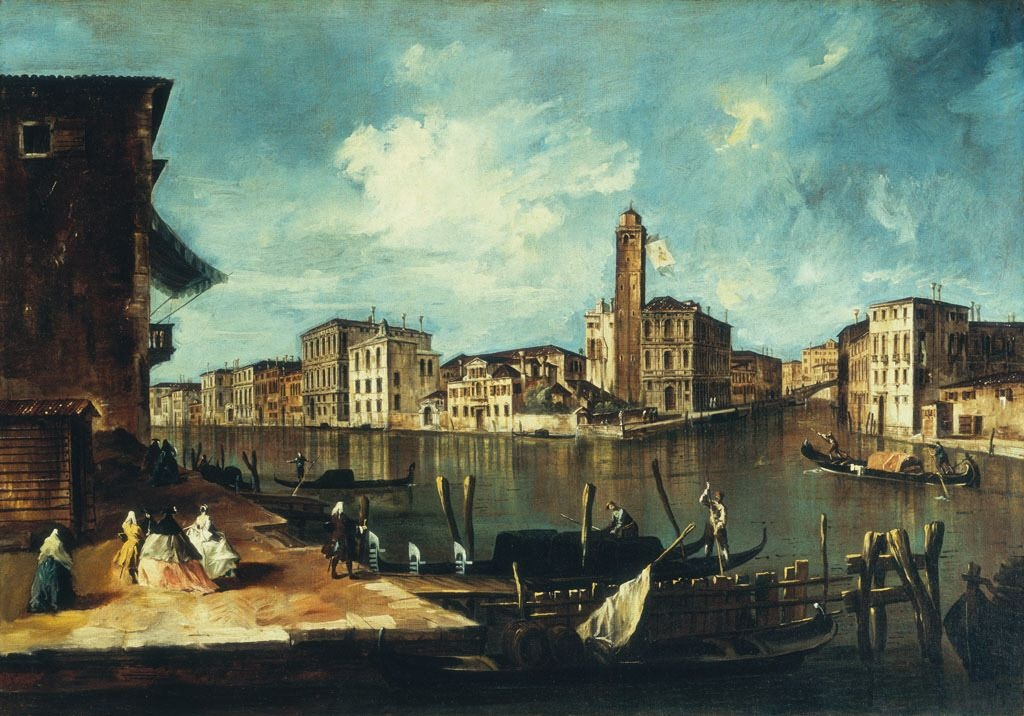
Venise, le Grand Canal avec San Geremia, le Palazzo Labia
et l'entrée du Cannaregio
vers 1750 par Francesco Guardi
Musée d'Art de Baltimore